# Elizabeth Garrett Anderson

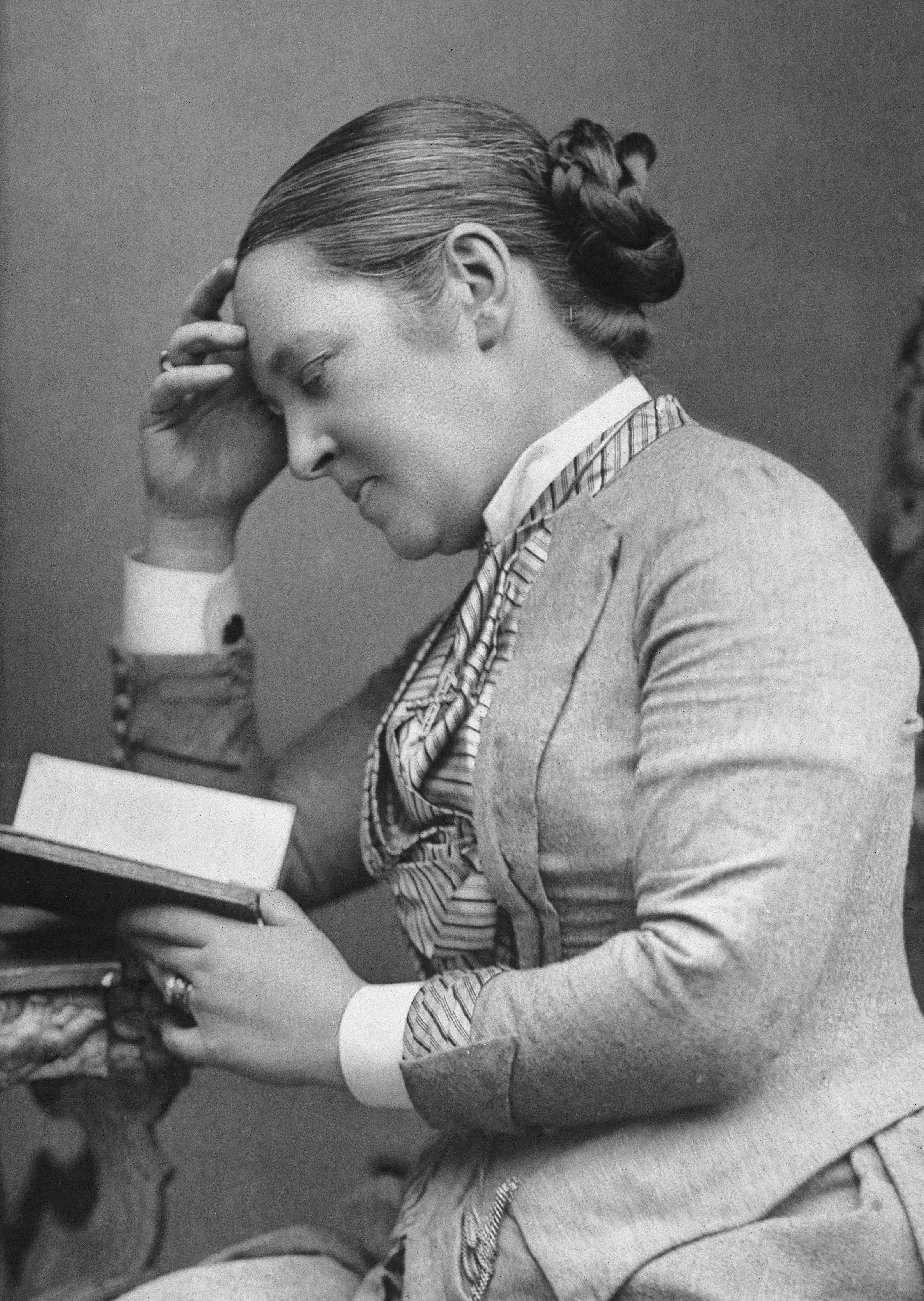
Elizabeth Garrett Anderson, um 1889

Elizabeth Garrett Anderson, VA (* 9. Juni 1836 in Whitechapel, London; † 17. Dezember 1917 in Aldeburgh, Suffolk) war eine englische Ärztin und Frauenrechtlerin. Sie war die erste Frau, die sich im Vereinigten Königreich als Ärztin qualifizierte, die erste Frau, die in Frankreich zum Doktor der Medizin promoviert wurde, das erste weibliche Mitglied der British Medical Association (BMA) und der erste weibliche Dekan einer medizinischen Fakultät in Großbritannien. Als Lady Mayoress von Aldeburgh in Suffolk war sie auch die erste britische Bürgermeisterin. Sie gehörte zu den Gründerinnen des New Hospital for Women, der ersten britischen Frauenklinik mit ausschließlich weiblichem Personal. Garrett Anderson setzte sich zeitlebens für das Frauenwahlrecht und das Recht der Frauen auf Ausübung qualifizierter Berufe ein. Schon in jungen Jahren sah sie in der Emanzipation der Arbeit vom Kapital auch die Lösung für die Unterdrückung der Frauen.

## Leben

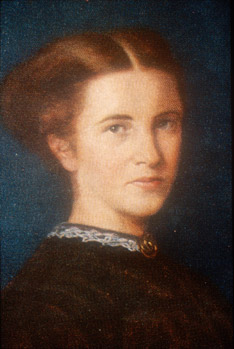
Elizabeth Garrett, 1866

Elizabeth Garrett kam als zweites von zehn überlebenden Kindern des Unternehmers und Kaufmanns Newson Garrett (1812–1893) und seiner Ehefrau Louisa Dunnell (1813–1903) in London zur Welt. Sie wuchs in dem Städtchen Aldeburgh in Suffolk auf, wo ihr Vater als Inhaber einer Mälzerei zu Wohlstand gekommen war. Eine ihrer jüngeren Schwestern, Millicent Garrett Fawcett DBE (1847–1929), wurde später eine bekannte Frauenrechtlerin. Bis zum Alter von 13 Jahren wurde Elizabeth, in der Familie Beth genannt, zuhause unterrichtet, zuerst von ihrer Mutter, dann von einer Gouvernante. Von 1849 bis 1854 besuchte sie gemeinsam mit ihrer älteren Schwester Louie die renommierte Mädchenschule Academy of the Daughters of Gentlemen in Blackheath, die von den Tanten des berühmten Dichters und Dramatikers Robert Browning geführt wurde. Dort lag der Schwerpunkt des Unterrichts auf gutem Benehmen, englischer Literatur, Französisch, Italienisch und Deutsch. Garrett, die als frühreif und ausgesprochen intelligent galt, war eine ausgezeichnete Schülerin, klagte aber über die Beschränktheit ihrer Lehrer und das Fehlen mathematischen und naturwissenschaftlichen Unterrichts.
Nachdem sie ihre Ausbildung mit einer Auslandsreise abgeschlossen hatte, kehrte Elizabeth Garrett ins Elternhaus zurück. Neben ihren häuslichen Pflichten lernte sie autodidaktisch Latein und Mathematik, las viel und interessierte sich brennend für die politischen und gesellschaftlichen Fragen der Zeit. 1854 lernte sie während eines Besuchs bei Schulfreundinnen Emily Davies kennen, eine frühe Feministin, die später zu den Gründern von Girton College gehörte, dem ersten College für Frauen in Cambridge, und zu ihrer lebenslangen Freundin und Beraterin wurde.
1859 wurde Elizabeth Blackwell (1821–1910), die erste zugelassene Ärztin in den USA, von der Society for Promoting the Employment of Women eingeladen, in Großbritannien Vorträge über „Medizin als Frauenberuf“ zu halten. Garrett reiste nach London, um Blackwell zu hören, traf sie unter vier Augen und fasste den Entschluss, Medizin zu studieren und Ärztin zu werden. Nach anfänglichem Widerstand unterstützte ihr Vater sie in diesem revolutionären Vorhaben.
Da es keine ärztliche Ausbildung für Frauen gab, arbeitete Garrett zunächst ab August 1860 als Operationsschwester im Londoner Middlesex Hospital. Sie nutzte die Gelegenheit zur Teilnahme an chirurgischen Verfahren und der Ausbildung der Medizinstudenten. Trotz Ablehnungen durch die Universitäten in Oxford, Cambridge und London besuchte Garrett weiterhin als Aushilfsschwester Patienten und arbeitete in der Apotheke. Sie entschloss sich, das Lizenziat der Society of Apothecaries (LSA) zu erwerben. Bisher durften in Großbritannien diejenigen, die fünf Jahre unter der Leitung eines Arztes gearbeitet, bestimmte Vorlesungen gehört und sich durch eine Prüfung (Zertifikat) vor der Apothekerinnung qualifiziert hatten, an der Universität Medizin studieren. Im Herbst 1865 weigerte sich die Society of Apothecaries jedoch, Garrett zur Eignungsprüfung zuzulassen; daraufhin drohte ihr Vater, die Zustände vor Gericht zu bringen, woraufhin Garrett 1866 doch noch die Lizenz erhielt.

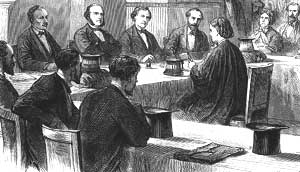
Elizabeth Garrett Anderson vor der Fakultät für Medizin in Paris, Kupferstich, 1870

Im Jahr 1866 eröffnete Garrett in der St. Mary's Dispensary ihr erstes Krankenhaus mit angegliederter Apotheke. Es war schwierig für Garrett, als Ärztin zu praktizieren, da ihr einerseits niemand Praxisräume vermieten wollte, andererseits die Patienten beiderlei Geschlechts einer Frau gegenüber sehr skeptisch waren. Gemeinsam mit Florence Nightingale (1820–1910) und Sophia Jex-Blake (1840–1912) bildete sie an der London School of Medicine for Women, dem später ein medizinisches College angegliedert wurde, Krankenschwestern und Ärztinnen aus.

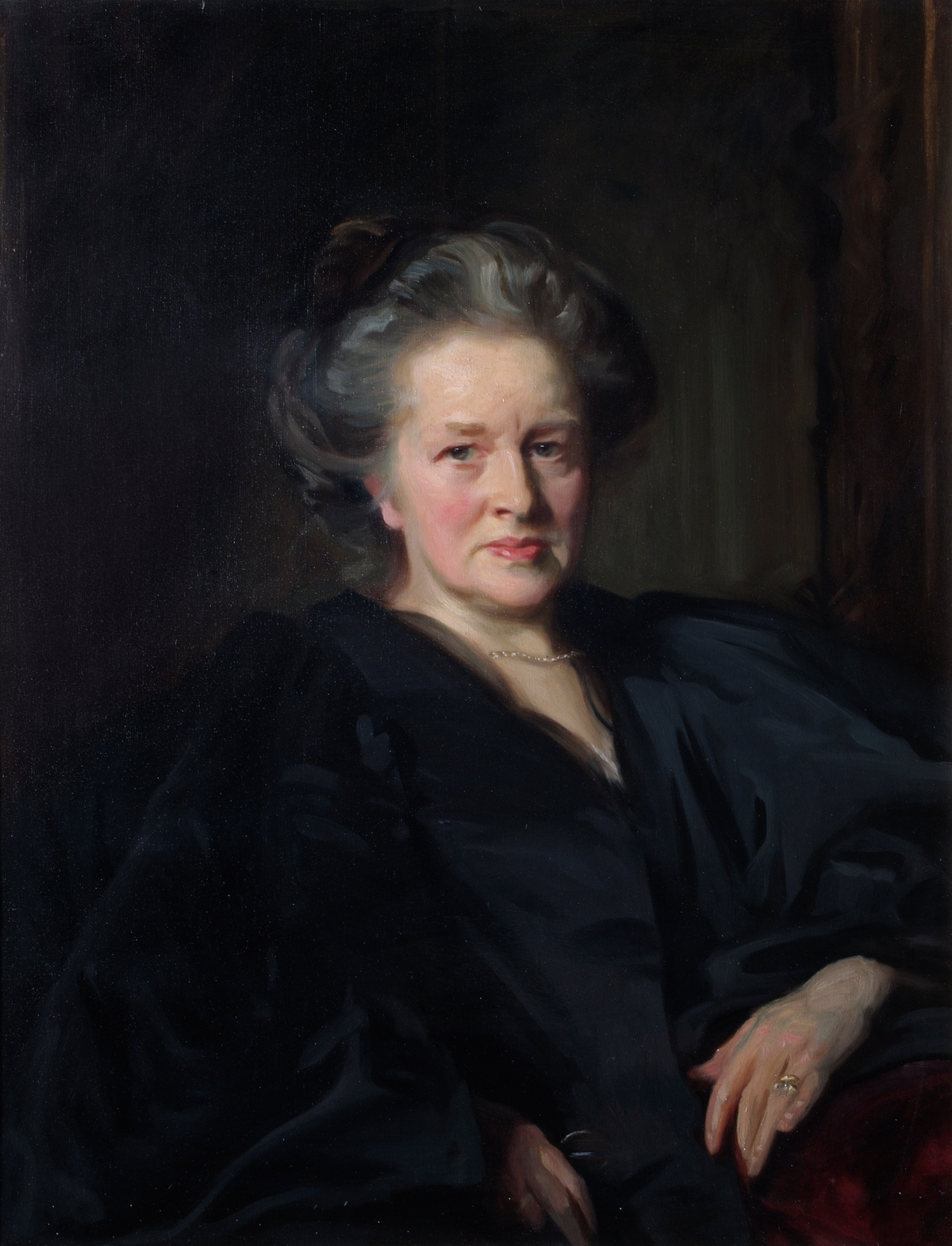
Elizabeth Garrett Anderson, 1900 (Kopie eines Gemäldes von John Singer Sargent, Reginald Grenville Eves zugeschrieben)

Da damals in England aber Frauen nur das Studium selbst, nicht jedoch ein Studienabschluss erlaubt war, wechselte Garrett 1870 nach Frankreich. An der Pariser Universität Sorbonne setzte sie ihr Studium fort, da Frauen dank der Intervention von Kaiserin Eugènie an der medizinischen Fakultät in Paris studieren durften. Noch im selben Jahr schloss Garrett mit dem Doktor der Medizin ab.
Am 9. Februar 1871 heiratete Garrett in London den Reeder James George Skelton Anderson († 1907) aus Aberdeen, Geschäftsführer der Peninsular and Oriental Steam Navigation Company, und trug fortan den Doppelnamen Garrett Anderson. Die beiden hatten drei Kinder: Margaret (1872–1873) starb an Meningitis, Louisa (1873–1943) wurde ebenfalls Ärztin und Alan (1877–1952) Unterhaus-Abgeordneter (Member of Parliament) für die Conservative Party.
1872 wurde die School of Medicine for Women in die Liste der anerkannten medizinischen Schulen aufgenommen. Sechs Jahre später gelang Garrett Anderson, damals Ärztin für Gynäkologie am New Hospital for Women, als erster Ärztin die operative Entfernung von Eierstöcken („Ovarien“). Von 1883 bis 1903 war Garrett Anderson der erste weibliche Dekan an der School of Medicine for Women.
1903 zog sich Garrett Anderson nach Aldeburgh zurück, wo sie fünf Jahre später (1908) zum ersten weiblichen Bürgermeister in Großbritannien gewählt wurde. Am 17. Dezember 1917 starb sie an den Folgen eines Herzinfarkts im Kreise ihrer Familie und wurde neben ihrem Ehemann auf dem Friedhof von Aldeburgh bestattet.

## Familie
- Der englische Unternehmer Arthur Anderson (1791–1868) war Garrett Andersons Onkel.
- Garretts Andersons Nichte Philippa Fawcett (1868–1948) war eine britische Mathematikerin und Frauenrechtlerin.
- Andersons Urenkelin, Winifred Flack-Barrett († 1991), war die Mutter von Syd Barrett (1946–2006), dem Mitbegründer, Namensgeber und kreativen Kopf der Band Pink Floyd.

## Prominente Patienten
- Louise, Duchess of Argyll (1848–1939), eine Tochter der Königin Victoria, ließ sich von Garrett Anderson behandeln.
- 1874 behandelte sie Eleanor Marx, die die Gründung der Londoner Medizinischen Fakultät mit großem Interesse verfolgende[1] Tochter von Karl Marx,[2] und Marx schenkte ihr ein Exemplar der französischen Ausgabe von Das Kapital.[3]

## Ehrungen
- 1890 Lady of the Royal Order of Victoria and Albert
- 1918 wurde zu Ehren der ersten Ärztin Großbritanniens das New Hospital for Women in Elizabeth Garrett Anderson Hospital umbenannt.
- Das 2008 eröffnete neue Gebäude der gynäkologischen und geburtshilflichen Abteilung des University College Hospital trägt den Namen Elizabeth Garrett Anderson Wing.

## Galerie

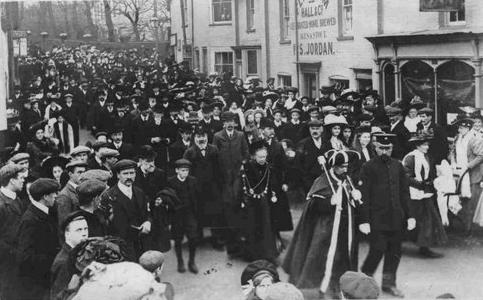
Elizabeth Garrett Anderson als Bürgermeisterin (Lady Mayoress) von Aldeburgh, Suffolk, 1908
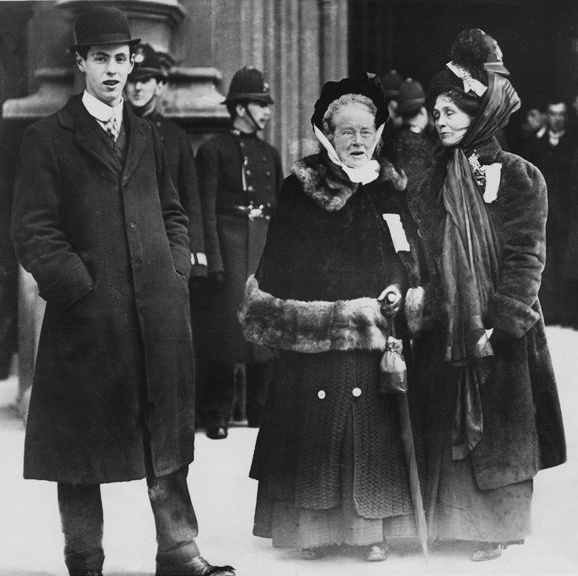
Elizabeth Garrett Anderson mit der Frauenrechtlerin Emmeline Pankhurst, 18. November 1910

## Werke
- Sur la migraine. Thèse pour le doctorat en médecine présentée et soutenue le 15 juin 1870. A.Parent, Paris 1870 Digitalisat
- London School of Medicine for Women. Inaugural address.Lewis, London 1877
- The Student's Pocket Book. (Arranged for students of the London School of Medicine for Women). H.K. Lewis, London 1878
- The medical education of women and the Medical Acts Amendment Bill. Reprinted from The Times, May 8, 1878. London 1878 (Collected pamphlets 1)
- The sanitary care and treatment of children and their diseases, being a series of five essays. Houghton, Mifflin, Boston 1881
- Deaths in childbirth. Extract from the Correspondence section of the British Medical Journal, Sept. 17, 1898. Edinburgh 1898